# Franz Kett

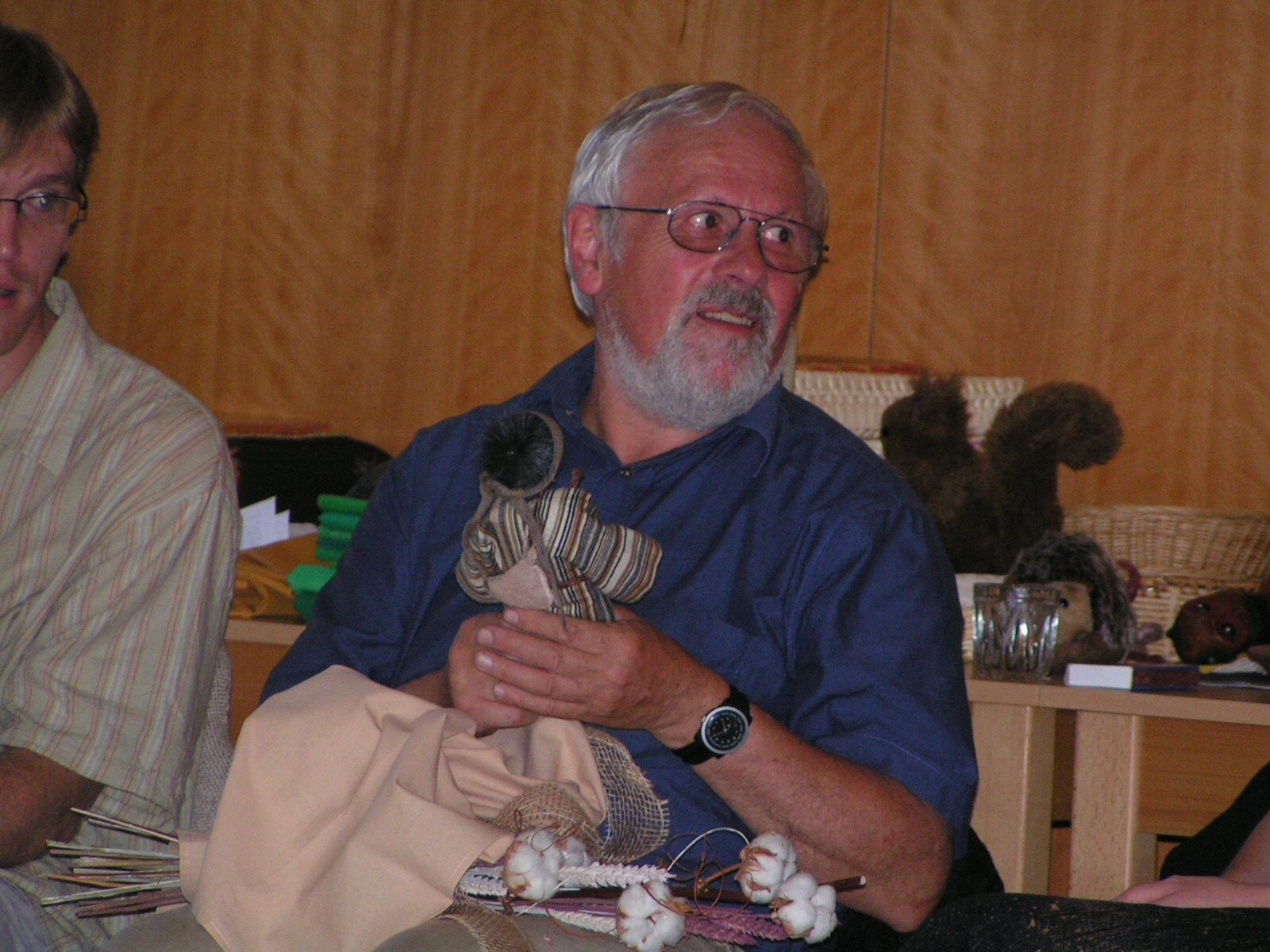
Franz Kett in Prag (2005)

Franz Kett (* 5. Oktober 1933; † 15. März 2023 in Gröbenzell) war ein deutscher Religionspädagoge und Verleger.

## Leben
Franz Kett machte sein Abitur im damaligen Knabenseminar Freising. Anschließend studierte er Philosophie und Katholische Theologie, wechselte dann aber zum Pädagogikstudium. Er arbeitete 13 Jahre lang im bayerischen Schuldienst, davon zwei Jahre an der Gehörlosenschule Nürnberg und drei Jahre an einer einklassigen Landschule. 1972 wurde er vom Schuldienst beurlaubt, um als Leiter des Referates Kindertagesstätten im Caritasverband München zu arbeiten. Zugleich war er Dozent für Pädagogik und Religionspädagogik an der Fachakademie für Sozialpädagogik des Caritasverbandes München. 1975 schied er aus dem bayerischen Schuldienst aus. Im Schulreferat der Erzdiözese München und Freising war Kett als Fachbereichsleiter für Vorschulpädagogik tätig. 1985 beendete Kett seine Dozententätigkeit an der FASP und begann mit Elternbildung und Familienkatechese sowie mit religionspädagogischen Fortbildungsveranstaltungen.
Franz Kett machte sich einen Namen mit seinen „Bodenbildern“ für Vorschulkinder, bei denen nach und nach ein plastisches Bild aus einfachen Materialien wie Tüchern, Bällen, Holzstücken, Steinen etc. auf dem Fußboden gestaltet wird, während eine Geschichte oder ein Märchen erzählt wird.
Franz Kett war Mitbegründer der Zeitschrift Religionspädagogische Praxis und deren Schriftleiter von 1978 bis 2009. Nach der Trennung vom RPA-Verlag 2010 gab er in Zusammenarbeit mit dem Institut für Franz-Kett-Pädagogik GSEB e.V. (vormals Institut für ganzheitlich sinnorientierte Pädagogik – RPP e.V.) das Jahrbuch Ganzheitlich sinnorientiert bilden und erziehen heraus. Die Schriften und Jahrbücher erscheinen in seinem Eigenverlag.

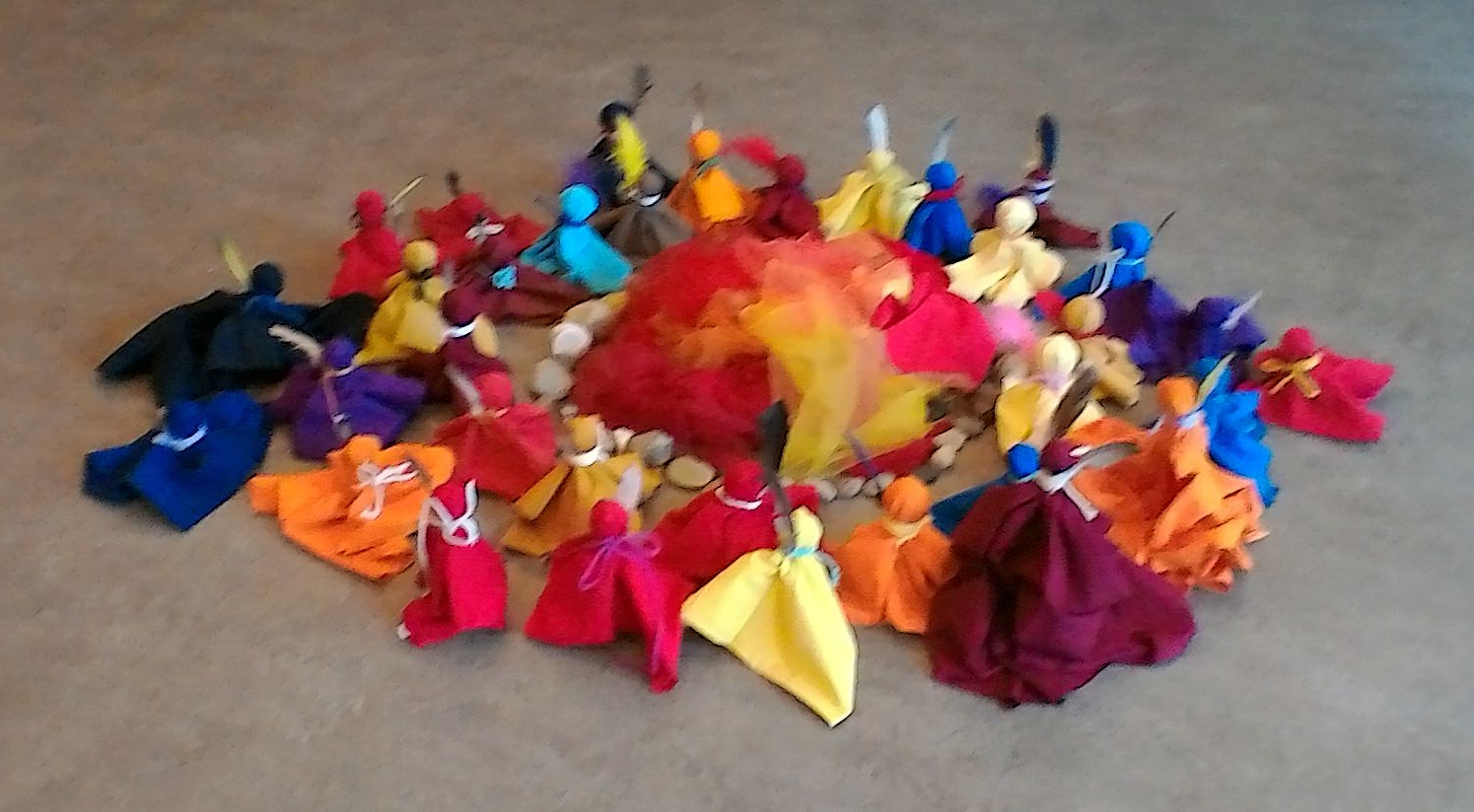
Bodenbildgeschichte Indianer von Franz Kett

Am Institut für Franz-Kett-Pädagogik GSEB e.V. kann eine Qualifikation mit dem Titel „Franz-Kett-Pädagoge (GSEB)“ erworben werden.

## Schriften
- Kinder erleben Gottesdienst. Don-Bosco-Verlag, München 1978
- Gott birgt das Heil. Don-Bosco-Verlag, München 1981
- Gott befreit durch Jesus Christus. Don-Bosco-Verlag, München
- (mit Regina Schmidt und Gabriele Frison): Christophorus: Bilderbuch zur Legende. RPA-Verlag religionspädagogischer Arbeitshilfen, 1985
- (mit Hanni Neubauer): Märchen erzählen, deuten, gestalten, spielen. RPA-Verlag religionspädagogischer Arbeitshilfen, 2008
- (mit Robert Koczy): Die Religionspädagogische Praxis – ein Weg der Menschenbildung. RPA-Verlag religionspädagogischer Arbeitshilfen, 2009
- (mit Anderen): Jahrbücher 2010 bis heute. Franz Kett Verlag GSEB
- (mit Petra Ostermann und Isolde Moser): Draußen vor dem Tor – ein Bilderbuch zur Martinslegende. Franz Kett -Verlag GSEB 2010
- (mit Petra Ostermann und Susanne Bauermann): Nikolaus und die Räuber, eine Nikolauslegende. Franz Kett-Verlag GSEB 2011